# Катастрофа Як-40 в Ростове-на-Дону
Катастрофа Як-40 в Ростове-на-Дону — авиационная катастрофа, произошедшая днём четверга 2 мая 1974 года в аэропорту Ростов-на-Дону. Авиалайнер Як-40 Липецкого ОАО предприятия «Аэрофлот» выполнял регулярный пассажирский рейс SU-1255 по маршруту Минеральные Воды — Ростов-на-Дону — Липецк, но при разбеге для взлёта в аэропорту Ростов-на-Дону, экипаж увидел, что длины ВПП не хватает, принял решение прервать взлёт. Двигаясь по инерции, лайнер выкатился за пределы ВПП, врезался в бугор, упал в в овраг, скатился по его склону и частично разрушился. Из находившихся на его борту 38 человек — 34 пассажиров и 4 членов экипажа, погиб бортмеханик, выжили 37, из которых пострадали 18 человек: 16 пассажиров и 2 членов экипажа.

## Самолёт
Як-40 с бортовым номером СССР-87398 (заводской номер — 941103, серийный — 33-10) был выпущен Саратовским авиазаводом 3 апреля 1974 года и 5 апреля того же года был передан Липецкому объединённому авиаотряду Управления гражданской авиации Центральных районов. На момент катастрофы 29-дневный лайнер налетал 124 часа и совершил 111 циклов «взлёт-посадка».

## Экипаж
Экипаж рейса SU-1255 был из 275-го лётного отряда (Липецкий ОАО)::
- Командир воздушного судна (КВС) — Вячеслав Васильевич Савчишкин;
- Второй пилот — Александр Сергеевич Потапов;
- Бортмеханик — Владимир Васильевич Яковлев.

В салоне авиалайнера работала стюардесса Г. С. Углова.

## Хронология событий
2 мая 1974 года Як-40 борт СССР-87398 выполнял рейс SU-1255 из Минеральных Вод в Липецк с промежуточной посадкой в Ростове-на-Дону. На его борту находились 38 человек: 34 пассажира (31 взрослый и 3 детей), 4 членов экипажа и 247 кг багажа, центровка составляла 14,8 % САХ, что не выходило за установленные параметры.
В 14:10 МСК экипаж начал взлёт со включенной ПОС с мокрой грунтовой ВПП по магнитному курсу 90°. В это время в Ростове-на-Дону шёл слабый дождь, видимость составляла 11 км, был юго-западный умеренный порывистый ветер (110° 16 порывами 22 м/с), температура воздуха составляла +14°С. На скорости 175–180 км/ч в 1040 м от начала разбега (за 40 м до конца ВПП), когда самолёт еще не поднял переднего колеса шасси, КВС Савчишкин, увидев, что полоса кончается, принял решение прекратить взлёт, однако, катясь по инерции самолёт не смог вовремя остановиться и выкатился за пределы ВПП.
Рейс SU-1255, выкатившись на 185 м от конца ВПП за границу аэропорта, ударился о бугор, упал в овраг, и, разрушаясь, съехал по пологому склону в овраг, при этом оторвалась правая плоскость крыла и разрушилась передняя стойка шасси. 16 пассажиров (в том числе 1 ребёнок) и 2 члена экипажа (КВС Савчишкин и второй пилот Потапов) получили ранения. Непристёгнутый бортмеханик Яковлев получил тяжёлые ранения и вскоре скончался на месте катастрофы.

## Расследование
По документам, грунтовая ВПП имеет размеры 1100 м в длину и 100 м в ширину с КПБ 250 м. Фактически же, она была 1080 м в длину и 98 м в ширину с КПБ 90 м. Она маркирована с нарушением НАС ГА-71 и не имеет дистанционных знаков, что не позволяет экипажу контролировать разбег по дальности.
Экипаж формально подошёл к подготовке к полёту – не знал размеров ГВПП, КВС не проверил расчёты второго пилота по центровке и скоростям V1 (скорость принятия решения), V2 (скорость отрыва) и Vr (скорость вращения), не оценил условий взлёта и состояния ГВПП. В нарушение РЛЭ он производил взлёт с отклонённым стабилизатором на -5° вместо -6° с мокрого грунта с включенной ПОС. По расчетам при полётном весе 16 100 кг с включенной ПОС длина разбега при данных условиях составила бы 1270 м, а при выключенной ПОС – 1150 м. То есть, включение ПОС увеличило длину разбега на 120 м. При этом при температуре наружного воздуха +14°С она была не нужна. КВС поздно принял решение на прекращение взлёта и проявил растерянность в дальнейших действиях. Служба движения, в нарушение РЛЭ, не запретила выпуск самолёта с мокрой грунтовой взлётно-посадочной полосы при начавшемся во время посадки пассажиров дожде.
КВС в 1963 году снимался с лётной работы за пьянство. За недостойное поведение он был исключен из ВЛКСМ. Его отец Василий Савчишкин, инструктор отдела по ПВР, зная об отрицательных качествах сына, тем не менее, устроил его на лётную работу в Липецкий ОАО. КВС имел дисциплинарные взыскания, в общении с коллегами по работе проявлял высокомерие и чванливость. При его опросе после авиационного происшествия КВС показал слабые знания РЛЭ, в частности, о применении ПОС.

### Выводы
.

Заключение: причинами катастрофы рейса SU-2155 являются взлёт с непригодной по размерам для эксплуатации Як-40 грунтовой ВПП и нарушение РЛЭ самолёта Як-40 со стороны КВС и службы движения. 
— .

## Второй борт СССР-87398
Як-40К с бортовым номером СССР-87398 был выпущен в том же Саратовском авиазаводе в 1977 году и был передан в Казанское моторостроительное производственное объединение. В связи с распадом СССР поменял бортовой номер с СССР-87398 в RA-87398. 26 апреля 1995 года был присвоен Казанскому вертолётному заводу. С 18 июня 1997 года был передан авиакомпании «Тулпар Эйр» и сдавался в лизинг различным авиакомпаниям («Карат» с 10 октября 2003 года до 6 февраля 2004 года, «Былина» с 6 февраля 2004 года до 7 февраля 2005 года, «Ак Барс Аэро» с 7 февраля 2005 года до 16 января 2006 года), после чего был возвращён в «Тулпар Эйр». С 31 мая 2007 года был сдан в лизинг авиакомпании «Аэролимузин» и 2 января 2012 года был вновь передан в «Ак Барс Аэро», а в 2013 году был на хранении, вероятно, в Бугульме. В июне 2015 года был передан в неизвестную авиакомпанию, в 2022 году был на хранении в Жуковском. С 2023 года был на хранении в ОКБ Яковлева в неизвестном месте.